# NGC 5378
NGC 5378 ist eine Balken-Spiralgalaxie vom Hubble-Typ SBa im Sternbild Jagdhunde am Nordsternhimmel. Sie ist schätzungsweise 139 Millionen Lichtjahre von der Milchstraße entfernt und hat einen Durchmesser von etwa 110.000 Lj.

Im selben Himmelsareal befinden sich u. a. die Galaxien NGC 5380, NGC 5394, NGC 5395, IC 4356.
Die Typ-Ia-Supernova SN 1991ak wurde hier beobachtet.
Das Objekt wurde am 11. März 1831 von John Herschel entdeckt.

## NGC 5378-Gruppe (LGG 364)
| Galaxie   | Alternativname | Entfernung/Mio. Lj |
| --------- | -------------- | ------------------ |
| NGC 5378  | PGC 49598      | 139                |
| NGC 5380  | PGC 49605      | 145                |
| PGC 49237 | UGC 8778       | 149                |